# Правда (новине у Русији)
Правда (рус. Правда; у преводу Истина) је званично новинско гласило Комунистичке партије Руске Федерације, када је био један од најутицајнијих листова у земљи са тиражом од 11 милиона. Покренули су ју руски револуционари 1912. године, а након Октобарске револуције постала је водећа новина у Совјетском Савезу. Правда је била званично гласило Централног комитета Комунистичке партије Совјетског Савеза.
Након распада Совјетског Савеза 1991, Борис Јељцин укинуо је излажење Правде. Неколицина њених бивших новинара је само неколико недеља касније покренула новине с истим именом, али су због тешког финансијског стања продане грчкој пословној породици. Коначно је 1997. године доспеле су у власништво КПРФ.
Године 1996, дошло је до унутрашњег спора између власника Правде Интернашонал и дела новинара Правде, што је довело до раздвајања Правде у различите ентитете. Комунистичка партија Руске Федерације је купила лист Правда, док су се неки од првобитних совјетских новинара Правде одвојили и формирали први руски онлајн лист Правда Онлајн (сада Pravda.ru), који није повезан са Комунистичком партијом. Након правног спора између супарничких страна, руски арбитражни суд је одредио да ће оба ентитета моћи да наставе да користе назив Правда.

## ПредреволуционарнаПравда
Правда је покренута на иницијативу Владимира Иљича Лењина, а први број штампан је 5. маја 1912. године, датум који је такође био и рођендан Карла Маркса. Међутим, њени корени сежу у 1903. годину, када ју је основао имућни железничарски радник В. А. Кожевиков. Правда у почетку није била политички оријентисана. Од 1909. године, била је штампана у Бечу и затим илегално ширена у Русији; њен тадашњи главни уредник био је Лав Троцки. Након што су мењшевици коначно искључени из Руске социјалдемократске радничке партије на Шестој конференцији у Прагу јануара 1912. године, Лењин је одлучио да Правда буде званично гласило РСДРП. Уредништво је из Беча пресељено у Санкт Петербург, а њен број од 5. маја био је први легално објављени примерак. Њено излажење финансијски су помагали ЦК РСДРП, новчани прилози радника и истакнутих личности попут Максима Горког. У почетку је била штампана у тиражу од 40.000 до 60.000 примерака. По почетку Првог светског рата, царистички цензори су забранили њено излажење, па је због тога наредне две године мењала име осам пута због малтретирања од полиције.
- Радничка истина (Рабочая правда)
- Северна истина (Северная правда)
- Истина рада (Правда Труда)
- За истину (За правду)
- Пролетерска истина (Пролетарская правда)
- Пут истине (Путь правды)
- Радник (Рабочий)
- Радничка истина (Трудовая правда)[14]

## Правдатоком 1917.
Абдикацијом цара Николаја II, односно након Фебруарске револуције, дозвољено је издавање Правде. Њени први уредници након поновне активације били су Вјачеслав Молотов и Александар Шљапников, а по повратку из егзила у Сибиру. 15. марта уредништво су преузели Лав Камењев, Јосиф Стаљин и Матвеј Муранов. Док је прво уредништво било критично према новој Прелазној влади, Камењев, Стаљин и Муранов заузели су помирљивији став и позивали неке групе мењшевика да се удруже с бољшевицима. Лењин и Григориј Зиновјев су по свом повратку из Швајцарске у Русију 3. априла оштро осудили Прелазну владу и позивања на уједињење с мењшевицима у својим Априлским тезама. После тога је Правда промовисала углавном Лењинове ставове. У данима након Октобарске револуције, њен тираж био је преко 100.000 примерака.

## Совјетско раздобље
Дана 3. марта 1918. године, уред Правде пресељен је из Петрограда у Москву и од тада су ове новине постале званично гласило совјетске комунистичке партије. Гласила осталих политичких организација у Совјетском Савезу била су нпр. Известја, новине које су извештавале о вестима из иностранства, Труд је био орган совјетских синдиката и остало.
Убрзо након Октобарске револуције, нови уредник Правде постао је Николај Бухарин. Бухарин је након Лењинове смрти 1924, захваљујући уређивању Правде, стекао репутацију врсног марксистичког теоретичара. Бухарин је уређивао Правду све до 1929. године када је пао у немилост Стаљина.
Велик број места и организација су током совјетског раздобља носили име по Правди; град Правдинск у Горкијској области (у којем се налазила фабрика папира на којем је штампана већина новинских гласила у Совјетском Савезу), те велик број улица и колхоза.
Тираж Правде је до 1975. године достигао бројку од 10,6 милиона примерака дневно.
Правда је током совјетског раздобља одликована са два Ордена Лењина (1945. и 1962) и Орденом Октобарске револуције (1972).

## Постсовјетско раздобље
Руски председник Борис Јељцин је декретом од 22. августа 1991. године укинуо Комунистичку партију и запленио све њено власништво, укључујући и Правду. Неколицина њених бивших новинара је само неколико недеља после покренула новине с истим именом. Неколико месеци после, тадашњи Правдин уредник, Генадиј Селезњев, продао је новине грчкој предузетничкој породици Јаникос. Правда је накратко била угашена 30. јула 1996. године. Коначно је Комунистичка партија Руске Федерације, која је након избора за Думу 1996. поновно ојачала, откупила Правду. Од тада је она званично гласило Централног комитета КПРФ, али за разлику од совјетског раздобља када је излазила сваки дан, сада се штампа сваки трећи дан. Уредништво Правде и даље се налази у улици Правде, као и током совјетских времена. Дана 5. јула 2012. године прослављено је 100 година од издавања првог броја Правде.
Правда је била дневне новиа током совјетске ере, док данас излази три пута недељно, и њена читалачка публика је углавном онлајн где је присутна. Правда и даље ради из истог седишта у улици Правда у Москви, одакле су новинари радили на Правди током совјетске ере. Она делује под руководством новинара Бориса Комоцког, који је и посланик руске Државне думе.
Дана 5. маја 2012. године, Правда је обележила стогодишњицу, великом прославом у Дому синдиката коју је организовала Комунистичка партија. Свечаности су присуствовали бивши и садашњи радници листа, његови читаоци и чланови партије, представници других комунистичких медијских организација. Генадиј Зјуганов је одржао говор, а честитке су примљене од руског председника Дмитрија Медведева и белоруског председника Александра Лукашенка.

### Контроверза Макејна
Године 2013, након што је руски председник Владимир Путин објавио чланак у Њујорк тајмсу у прилог сиријском председнику Башару ел Асаду, амерички сенатор Џон Макејн најавио је да ће објавити одговор у Правди, позивајући се на новине у власништву Комунистичке партије Руске Федерације. Макејн је, међутим, на крају објавио свој текст у Pravda.ru. То је изазвало протесте уредника комунистичке Правде Бориса Комоцког и одговор уредника Pravda.ru Дмитрија Судакова: Комотски је тврдио да „у Русији постоји само једна Правда, то је орган Комунистичке партије, а ми ништа нисмо чули о намерама републиканског сенатора“ и одбацио Pravda.ru' као „Оклахома-Сити-Правда“, док је Судаков исмевао Комоцког, тврдећи да је „тираж Правде Комунистичке партије као фабричке новине АвтоВАЗ из совјетских времена“. Макејн је касније покушао да објави свој текст и у Комунистичкој Правди, али је лист одбио да га објави „јер није био усклађен са политичким ставовима Комунистичке партије Руске Федерације“.

## Главни уреднициПравде
- СССР:
  - Лав Камењев
  - Николај Бухарин (1918—1929)
  - Михаил Олимски
  - Максимилијан Савељев (1928—1930)
  - Лав Мехлис (1930—1937)
  - Иван Никитин (1937—1938)
  - Пјотр Поспелов (1940—1949)
  - Михаил Суслов (1949—1950)
  - Леонид Иљичев (1951—1952)
  - Дмитриј Шепилов (1952—1956)
  - Павел Сатјуков (1956—1964)
  - Алексеј Румјанцев (1964—1965)
  - Михаил Зимјанин (1965—1976)
  - Виктор Афанасијев (1976—1989)
  - Иван Фролов (1989—1991)
- Руска Федерација:
  - Генадиј Селезњев (1991—1993)
  - Виктор Линик (1993—1994)
  - Алексндар Иљин (1994—2003)
  - Валентина Никифорова (2003—2005)
  - Валентин Шурчанов (2005—2009)
  - Борис Комоцки (од 2009)